# Черкаська міська рада
Черка́ська міська́ ра́да — орган місцевого самоврядування в Черкаській області. Адміністративний центр — Черкаси.

## Загальні відомості
- Територія ради: 69,08 км²
- Населення ради: 287 741 особа (станом на 1 липня 2009 року)
- Територією ради протікає річка Дніпро.

## Адміністративний утрій
Міській раді підпорядковані:
- м. Черкаси
  - Придніпровський район
  - Соснівський район
    - с-ще Оршанець

## Склад
Рада складається з 42 депутатів та голови.
- Голова ради: Бондаренко Анатолій Васильович
- Секретар ради: Нищик Ярослав Володимирович

### Керівний склад попередніх скликань
| ПІБ                              | Основні відомості | Дата обрання | Дата звільнення |
| -------------------------------- | --- | ------------ | --------------- |
| Соколовський Володимир Євсейович | Голова міського виконавчого комітету та міської ради, в. о. (28.10.1992 - 02.11.1992), 1946 року народження, освіта вища, член КПРС. | 1990         | 02.11.1992      |
| Литовський Маркс Зіновійович     | Голова міського виконавчого комітету та міської ради, 1940 року народження, освіта вища.                                             | 03.11.1992   | 11.07.1994      |
| Олійник Володимир Миколайович    | Міський голова, 1957 року народження, освіта вища, член Партії регіонів.                                                             | 12.07.1994   | 04.2002         |
| Каленчук Анатолій Полікарпович   | Секретар міської ради, в. о. міського голови, 1959 року народження, освіта вища, член Всеукраїнського об'єднання "Батьківщина".      | 04.2002      | 11.2002         |
| Волошин Анатолій Борисович       | Міський голова, 1946 року народження, освіта вища, член Нової економічної партії.                                                    | 11.2002      | 16.11.2006      |
| Одарич Сергій Олегович           | Міський голова, 1967 року народження, освіта вища, член Партії вільних демократів.                                                   | 17.11.2006   | 24.04.2013      |
| Горкун Віктор Іванович           | Секретар міської ради, в. о. міського голови, 1962 року народження, освіта вища, член Партії регіонів.                               | 24.04.2013   | 28.04.2013      |
| Білоусов Віктор Федорович        | Секретар міської ради, в. о. міського голови, 1952 року народження, освіта вища, член Комуністичної партії України.                  | 29.04.2013   | 16.06.2014      |
| Одарич Сергій Олегович           | Міський голова, 1967 року народження, освіта вища, член Партії вільних демократів.                                                   | 17.06.2014   | 24.11.2015      |

Примітка: таблиця складена за даними джерела

### Депутати
До складу Черкаської міської ради входять 42 депутати, що розподіляються за фракціями наступним чином:
- Партія вільних демократів — 8;
- Блок Петра Порошенка «Солідарність» — 6;
- Всеукраїнське об'єднання «Батьківщина» — 6;
- Всеукраїнське об’єднання «Черкащани» — 5;
- Всеукраїнське об'єднання «Свобода» — 5;
- Об'єднання «Самопоміч» — 5;
- Українське об'єднання патріотів «УКРОП» — 4;
- Радикальна партія Олега Ляшка — 3.